# Afvelsgärde gård
Afvelsgärde gård, med fastighetsbeteckning Karlskrona Afvelsgärde 1:1, är ett byggnadsminne i Lyckeby i Karlskrona kommun. Gården uppfördes först som del av Lyckå slott, men de äldsta kvarvarande byggnaderna är från 1700-talet. Karl XI bodde på gården när han bestämde att Karlskrona skulle byggas, och den första juden som fick tillåtelse att bo och verka i Karlskrona ägde gården. Utöver gården finns idag en formträdgård och en landskapspark. 
2015 blev gården ett byggnadsminne, det 86:e byggnadsminnet i Blekinge län.

## Historik
Afvelsgärde gård byggdes ursprungligen som en del av Lyckå slott. Första gången som Lyckå omnämns är 1449, då adelsmannen Claus Nielsen Sparre införskaffade ett stycke land där han lät uppföra borgen. Borgen var under 1500-talet länsgräns för Lyckå län, och blev därmed politiskt betydelsefull för Danmarks länsindelningar.
Lyckås stadsprivilegier upphörde dock när Kristian IV av Danmark lät uppföra Kristianopel, eftersom kungen ville få danskar att flytta närmare den svenska gränsen. Det ledde i sin tur till att Lyckå slott revs. När slottet revs blev Afvelsgärde gård istället löneboställe åt kungens fogdar.
Efter freden i Roskilde, då Blekinge tillföll Sverige, utarrenderades gården, men 1678 återgick den till statlig ägo, i samband med att byggnationen av staden Karlskrona planerades. Gården blev då residens och bostad för landshövdingen. Vid Karl XI:s visit 1679 för att planera byggandet av Karlskrona bodde han på gården.
Under 1700-talets andra hälft övertogs gården av överstelöjtnant Carl Gustav Thornqvist, under vilken gårdens areal utökades, och gården omgestaltades. Thornqvist lät även uppföra formträdgårdens tre lusthus. Under 1800-talet förblev gården i privat ägo, och 1811 förvärvades gården av segelfabrikören Fabian Philip. Philip, som var jude, hade vid den tiden enbart rätt att bosätta sig i Stockholm, Norrköping eller Göteborg, men fick på grund av sin viktiga kompetens särskilt tillstånd att bosätta sig i Karlskrona. Han blev därmed den första juden som fick bo och verka i staden. Som mest engagerade han omkring 600 personer i sin produktion.
Under 1800-talets andra hälft övergick gården i släkten Rubens ägo, genom ingifte. Släkten äger ännu gården. I och med Rubens övertagande skiftade fokus från industri till jordbruk. Fler ekonomibyggnader uppfördes, och en specialisering av produktionen ägde rum. Ladugårdar, stall, lagerbyggnader och brännerier uppfördes, jämte ett bostadshus för inspektorn. Under 1900-talet moderniserades gården markant, och merparten av byggnaderna förändrades.

## Gården
Den nuvarande huvudbyggnaden härrör från sent 1700-tal. Gården består av en mangårdsbyggnad, ett antal bostads- och ekonomibyggnader, en landskapspark och en formträdgård. Utöver huvudbyggnaden härrör de flesta byggnaderna från 1800- och 1900-talen. Utöver gårdens grundplan finns inget bevarat av dess ursprungliga anläggning.
Gårdens huvudsakliga verksamhet skiftade under andra halvan av 1900-talet mot skogsbruk, och i övrigt har stora delar av gårdens ekonomibyggnader under 2000-talet hyrts ut.

### Formträdgården
Det finns få tidiga noteringar om gårdens trädgård. Det faktum att Karl XI valde att bo på gården talar för att den under 1600-talet var i gott skick. Det är också sannolikt att gården, innan Lyckå slott revs, hade en funktionell trädgård, som kunde försörja slottets verksamma med mat. Den nuvarande trädgårdens föregångare anlades sannolikt kring 1750-talet. 1748 köpte landshövding Lars Dalman gården, och det är möjligt att trädgården anlades under hans tid som ägare.
Tidigt präglades trädgården av barockens trädgårdskonst, vilket bland annat innebar att byggnader och trädgården uppfördes i räta vinklar. Räta linjer definierade trädgården. Dragen var tydligt präglade av 1700-talets trädgårdsideal, dock med de förutsättningar som platsen gav. Bland annat slutade inte trädgårdens mittgång, som annars var brukligt, vid huvudgårdens entré, utan vid en höjd öster om huvudbyggnaden. På höjden har funnits en utsiktsplats, med utblick över den symmetriska trädgården åt ena hållet. En karta från 1870-talet visar även hur det har funnits en rund plantering på nordsidan nedanför höjden. Vid höjdens nordsida uppfördes även häckplanterade ytor med buxbomrundlar som fortfarande finns kvar. Dessa buxbomsrundlar uppfördes sannolikt mellan 1880 och 1900. Tidigt ramades de in av ett trästaket, som under 1900-talet ersattes med en formklippt buxbomshäck. Denna frös dock bort under 1960-talet, och ersattes då av en vresroshäck.
Samma karta visar hur trädgården bestod av åtta avgränsade kvarter, med grusgångar som avgränsning. Längs västra sidan upprättades tidigt en stödmur i granit, som ger trädgården en tydlig och rak västlig gräns. Stödmursen antyder även att trädgården kan ha byggts i två etapper, eftersom stödmuren väster om trädgårdens första fyra kvarter är betydligt högre, och med en annan karaktär, än stödmuren längs de sydligare kvarteren.
Från början innehöll trädgården förmodligen fruktträd, och likt Augerums herrgård ingick sannolikt krusbär i nyttoplanteringarna. De krusbärsbuskar som fortfarande finns i formträdgården finns avbildade på fotografier från 1900-talets början, men var förmodligen redan då gamla.

### Landskapsparken
Även landskapsparken är svår att tidsbestämma. I sin form påminner den om en engelsk park, som populariserades under sent 1700-tal.

## Skyddsstatus
Afvelsgärde gård är ett byggnadsminne. Byggnadsminnet fick sin skyddsstatus 25 maj 2015, och invigdes 22 juni samma år som Blekinge läns 86:e byggnadsminne.